# Юкава Хідекі
Хіде́кі Юка́ва (яп. 湯川秀樹; 23 січня 1907, Токіо — 8 вересня 1981, Кіото) — японський фізик, перший японець, нагороджений Нобелівською премією.

## Біографія

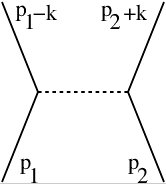
Фейнманівська діаграма взаємодії нуклонів у ядрі через поле мезона, існування якого передбачив Юкава

Народився 23 січня 1907 року в Токіо у родині професора університету, геолога Оґави Такудзі. Через рік після його народження сім'я переїхала до Кіото. Ще у дитячому віці Хідекі познайомився з японською і китайською класикою, а в шкільні роки захопився математикою і фізикою, а також самостійно опанував німецьку мову.
У 1926 році успішно закінчивши школу, Хідекі вступив до Кіотського університету, де вивчав фізику за прискореною програмою.
У 1929 році захистив дисертацію, здобувши ступінь магістра.
У 1932 році одружився з Юкава Сумі і змінив своє прізвище Оґава на прізвище дружини. Вони виховали двох синів.
Починаючи з 1933 року працював лектором з фізики в Осацькому університеті, а за три роки став професором.
Попри те, що наприкінці 1920-х провів ряд експериментальних фізичних досліджень, молодого ученого все більше захоплювала сфера теоретичної фізики. Роботи в галузі квантової і ядерної фізики принесли йому популярність у науковому світі Японії. У цей період багатьма фізиками світу робилися спроби теоретично пояснити причину, яка утримує атомне ядро від розпаду.
У 1935 році теоретично припустив, що це ув'язується з обмінною частинкою великої маси в Осацькому університеті. Він опублікував складну, але змістовну теорію, що дозволила обчислювати масу цієї гіпотетичної частинки, приблизно у 200 разів важчої за електрон, що згодом дістала назву «мезон».
У 1938 році він здобув ступінь доктора наук в Осацькому університеті, головним чином за його передбачення існування мезонів і його теоретичні дослідження природи ядерної сили. Ці результати дослідження стали причиною того, що пізніше він отримав Нобелівську премію з фізики.
У 1939 році повернувся до Кіотського імператорського університету вже як відомий фізик-теоретик, завдяки чому фізичний факультет університету набув міжнародного визнання.
Незважаючи на початок Другої світової війни, Юкава продовжив свої наукові дослідження у сфері фізики елементарних частинок.
У 1942 році він зі співробітниками висунув припущення про існування двох типів мезонів, а в 1948-му його теорія експериментально підтвердилася. Мезони були штучно отримані американськими фізиками в лабораторії Каліфорнійського університету в Берклі.
Здобув Нобелівську премію з фізики 1949 року «за передбачення існування мезонів на основі теоретичної роботи з ядерних сил».
У 1949—1953 роках працював у США у Колумбійському університеті й займався дослідницькою роботою в Принстоні в Інституті фундаментальних досліджень.
У 1953 році повертається до Кіотського університету, де обійняв посаду директора Науково-дослідного інституту фундаментальної фізики і продовжив дослідження з квантової фізики й елементарних частинок, приділяючи багато часу вихованню нового покоління молодих японських фізиків аж до відставки у 1970 році.
Крім Нобелівської премії, нагороджений Імператорською премією Японської академії наук, другим молодшим чиновницьким рангом, золотою медаллю імені Ломоносова АН СРСР. Він також був іноземним членом багатьох наукових академій і товариств.
Помер 8 вересня 1981 року в Кіото.